# Metasia galbina
Metasia galbina là một loài bướm đêm trong họ Crambidae.